# RÚV
 Der er for få eller ingen kildehenvisninger i denne artikel, hvilket er et problem. Du kan hjælpe ved at angive troværdige kilder til de påstande, som fremføres i artiklen.

Ríkisútvarpið (RÚV) er Islands statslige radio og fjernsynsstation. RÚV sender et bredt udvalg af programmer til hele Island på tre radiokanaler og en fjernsynskanal. Det blandede program indeholder blandt andet nyheder, sport, kulturprogrammer, underholdning, børneprogrammer og nyheder på islandsk tegnsprog. RÚV finansieres af en kombination af licens og reklameindtægter.

## Fjernsyn
Sjónvarpið (dansk: Fjernsynet) er RÚVs fjernsynskanal som blev etableret i 1966 og sendte første gang 30. september samme år. Kanalen sender hovedsagelig nyheder, sport, kulturprogrammer, børneprogrammer, samt amerikanske og britiske film og underholdningsprogrammer. De to mest kendte programmene er det satiriske Spaugstofan og nyhedsprogrammet Fréttir, íþróttir og veður (Nyheder, sport og vejr). Kanalchef er Bjarni Guðmundsson.

## Radio
RÚV sender på to 24-timers radiokanaler – Rás 1 (Kanal 1) og Rás 2 (Kanal 2).
Rás 1 sender klassisk musik, og de øvrige programmerne drejer sig hovedsagelig om nyheder, sport, vejr, kunst, historie, samt islandsk sprog og litteratur. Kanalen begyndte at sende i 1930.
Rás 2 sender populærmusik, og programmerne drejer sig hovedsagelig om nyheder, vejr og musikkprogrammer om rock og pop. Kanalen startede i 1983, og er den mest hørte radiokanal i Island.
I tillæg har RÚV musikkanalen Róndo, der udelukkende sender klassisk musik og jazz.